# (2417) McVittie
(2417) McVittie es un asteroide perteneciente al cinturón de asteroides, descubierto el 15 de febrero de 1964 por el equipo de la Universidad de Indiana desde el Observatorio Goethe Link, Brooklyn (Estados Unidos).

## Designación y nombre
Designado provisionalmente como 1964 CD. Fue nombrado McVittie en honor al astrónomo estadounidense George C. McVittie.